# Stadio comunale di Aveiro
Lo stadio comunale di Aveiro (port. Estádio Municipal de Aveiro) è uno stadio di calcio che si trova ad Aveiro, in Portogallo con una capienza di 32.830 posti.
Oltre ad ospitare le partite di campionato del Sport Clube Beira-Mar, di recente ospita anche le finali della Supercoppa di Portogallo ovvero dall'edizione del 2009. Inoltre l'impianto ha ospitato due partite di Euro 2004.

## Gare disputate durante l'Europeo 2004
- Rep. Ceca -  Lettonia 2-1 (Gruppo D, 15 giugno)
- Paesi Bassi -  Rep. Ceca 2-3 (Gruppo D, 19 giugno)